# Apalachicola
Los apalachicola (llamados también pallachacola) fueron un grupo de indios nativos americanos relacionados con el pueblo creek y que hablaban una lengua muskoki similar a la del pueblo hitchiti. Su territorio se extendía a lo largo del río Apalachicola en lo que es la Florida actual. Su nombre deriva probablemente del vocablo hitchiti Apalachicoli o del muskogee Apalachicolo que viene a significar «la gente de la otra orilla» con referencia seguramente al río Apalachicola o a algún afluente cercano. Actualmente se consideran extintos como tribu y sus descendientes forman parte del pueblo creek.

## Historia
En torno al año 1706 algunos miembros de la tribu se trasladaron de la zona del río Apalachicola a la del río Savannah, que se convertiría con el tiempo en la frontera natural entre la colonia de Carolina del Sur y Georgia. Posiblemente este cambio se debió a que fueron capturados en una de las cacerías de esclavos que financiaban los ingleses y que fueron forzados a recolocarse en esa área. Un censo de 1708 refleja las existencia de un asentamiento apalachicola en una ciudad a 20 millas del río Savannah formado por 80 hombres. Otro censo más detallado de 1715 describe dos asentamientos en la zona y una población total de 214 individuos: 64 hombres, 71 mujeres y 37 niñas.
Durante la Guerra Yamasee de 1715, los apalachicolas se unieron a los ataques indios sobre Carolina del Sur. Al término del conflicto los supervivientes regresaron al río Apalachicola, cerca de la confluencia de los ríos Chattahoochee y Flint y, algo más tarde, se desplazaron al norte, siguiendo el Chattahoochee, para acabar en el actual estado de Alabama.    
Tras la firma de la Ley de Traslado Forzoso de los Indios (Indian Removal Act) en 1830, los Estados Unidos presionaron a los Aapalachicola para que firmaran dos tratados (1833 y 1834) en los que cedían sus tierras del sudeste a cambio de otras al oeste del río Misisipi. Entre 1836 y 1840 los apalachicolas fueron trasladados al Territorio Indio (actual Oklahoma) donde se fundieron con pueblos creek pasando ellos y sus descendientes a formar  parte oficialmente de la Nación Creek.
El río Apalachicola, la bahía Apalachicola y la ciudad de Apalachicola deben su nombre a la tribu apalachicola.